# داو (لوازم آرایشی)
کبوتر یا داو (به انگلیسی:Dove) یک نشان تجاری مراقبت شخصی است که متعلق به یونیلیور و اصلیت آن متعلق به ایالات متحده آمریکا است. محصولات داو در کشورهای آرژانتین، استرالیا، برزیل، کانادا، چین، هند، اندونزی، اسرائیل، ایران، ایرلند، مکزیک، هلند، پاکستان، فیلیپین، لهستان، آفریقای جنوبی، تایلند، ترکیه و ایالات متحده تولید می‌شود. این محصولات در بیش از ۱۵۰ کشور به فروش می‌رسد و برای خانم‌ها و آقایان ارائه می‌شود. نشان تجاری داو از نیمرخ به شکل داو است.

## خط تولید

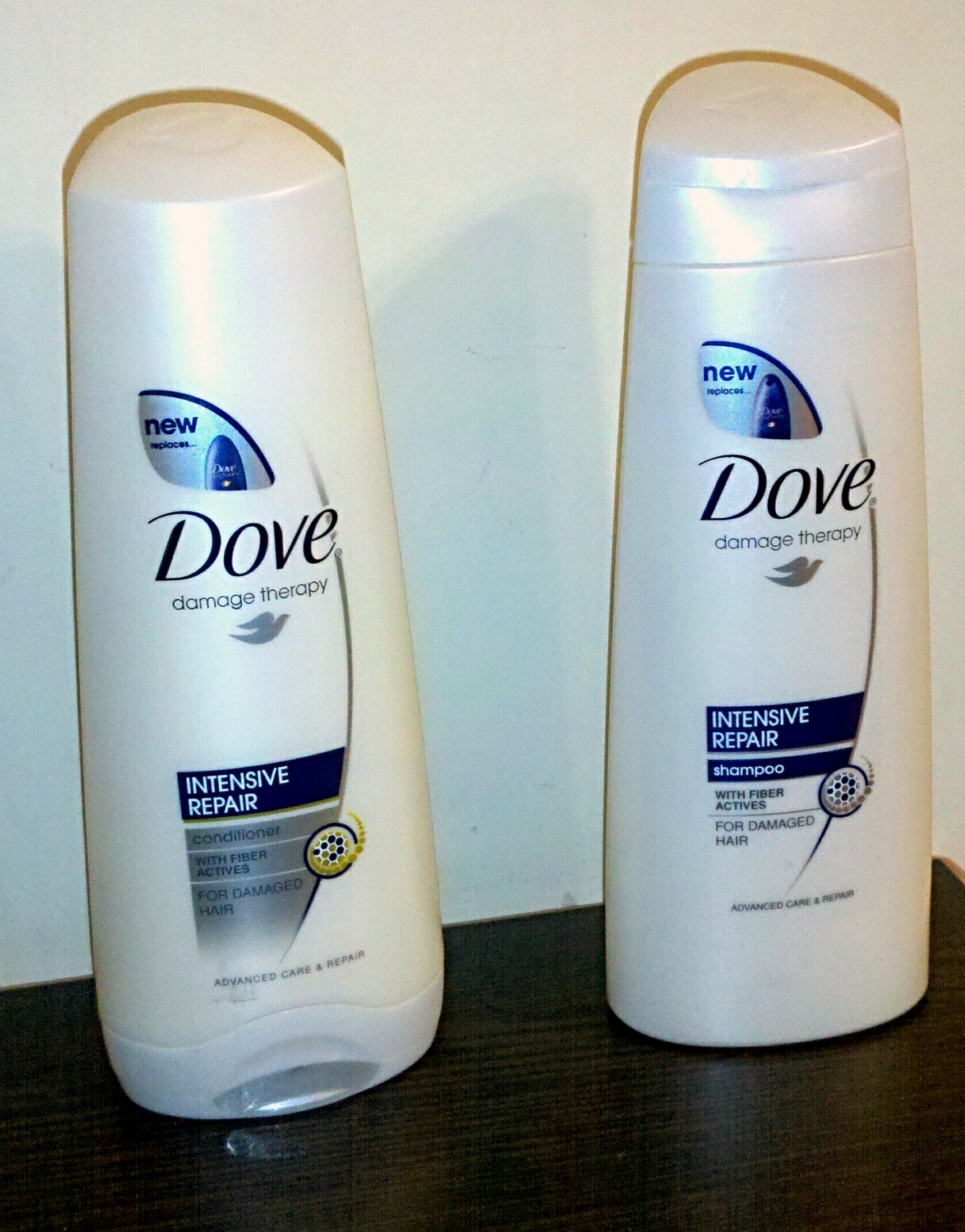
شامپو و نرم‌کننده داو

محصولات عبارتند از: ضد عرق/اسپری بدن شوی، زیبایی، میله، لوسیون/مرطوب‌کننده مراقبت از مو و محصولات مراقبت از صورت.